# Andrej Kadlec
Andrej Kadlec (ur. 2 lutego 1996 w Ilavie) – słowacki piłkarz występujący na pozycji obrońcy.

## Kariera klubowa
Grę w piłkę nożną rozpoczął w wieku 5 lat w klubie ŠK Matador Púchov. W 2011 roku przeniósł się do akademii MŠK Žilina. W sezonie 2013/14 włączono go do składu pierwszej drużyny. 26 kwietnia 2014 zadebiutował w Corgoň Lidze w przegranym 1:3 meczu ze Spartakiem Trnawa, w którym wszedł na boisko w 74. minucie za Milana Škriniara. Przez dwa kolejne sezony grał w zespole rezerw, zaliczając w międzyczasie sporadyczne występy w słowackiej ekstraklasie oraz w Pucharze Słowacji. Z powodu niewielkich szans na wygranie rywalizacji z Ernestem Mabouką pod koniec 2015 roku zdecydował się odejść z zespołu.
W styczniu 2016 roku przeszedł do Spartaka Trnawa, z którym związał się trzyipółletnią umową. W lipcu 2016 roku zadebiutował w europejskich pucharach w meczu z Hibernians FC (3:0) w kwalifikacjach Ligi Europy 2016/17. W sezonie 2017/18, w którym rozegrał 28 spotkań, wywalczył ze Spartakiem mistrzostwo Słowacji. Wystąpił w fazie grupowej Ligi Europy 2018/19, w której zaliczył 3 mecze. Z powodu utraty głównego sponsora i narastających zaległości wobec zawodników w grudniu 2018 roku opuścił klub. W styczniu 2019 roku podpisał trzyipółletni kontrakt z Jagiellonią Białystok, prowadzoną przez Ireneusza Mamrota. 3 kwietnia 2019 zadebiutował w Ekstraklasie w przegranym 0:3 spotkaniu z Legią Warszawa.

## Kariera reprezentacyjna
W latach 2013–2018 występował w młodzieżowych reprezentacjach Słowacji w kategorii U-17, U-19 oraz U-21. W 2013 roku został przez Ladislava Peckę powołany na Mistrzostwa Europy U-17, na których zanotował 3 spotkania i dotarł ze swoją reprezentacją do półfinału, w którym nie mógł zagrać z powodu zawieszenia za żółte kartki. Jesienią tego samego roku wystąpił w Mistrzostwach Świata U-17 2013 w Zjednoczonych Emiratach Arabskich, na których zaliczył 2 mecze w fazie grupowej. Z powodu złamania zmęczeniowego lewej kostki nie zagrał w spotkaniu 1/8 finału przeciwko Urugwajowi (2:4), po którym Słowacja została wyeliminowana z turnieju.

## Sukcesy
Spartak Trnawa
- mistrzostwo Słowacji: 2017/18